# Wilhelmsdorf (Arbeiterkolonie)

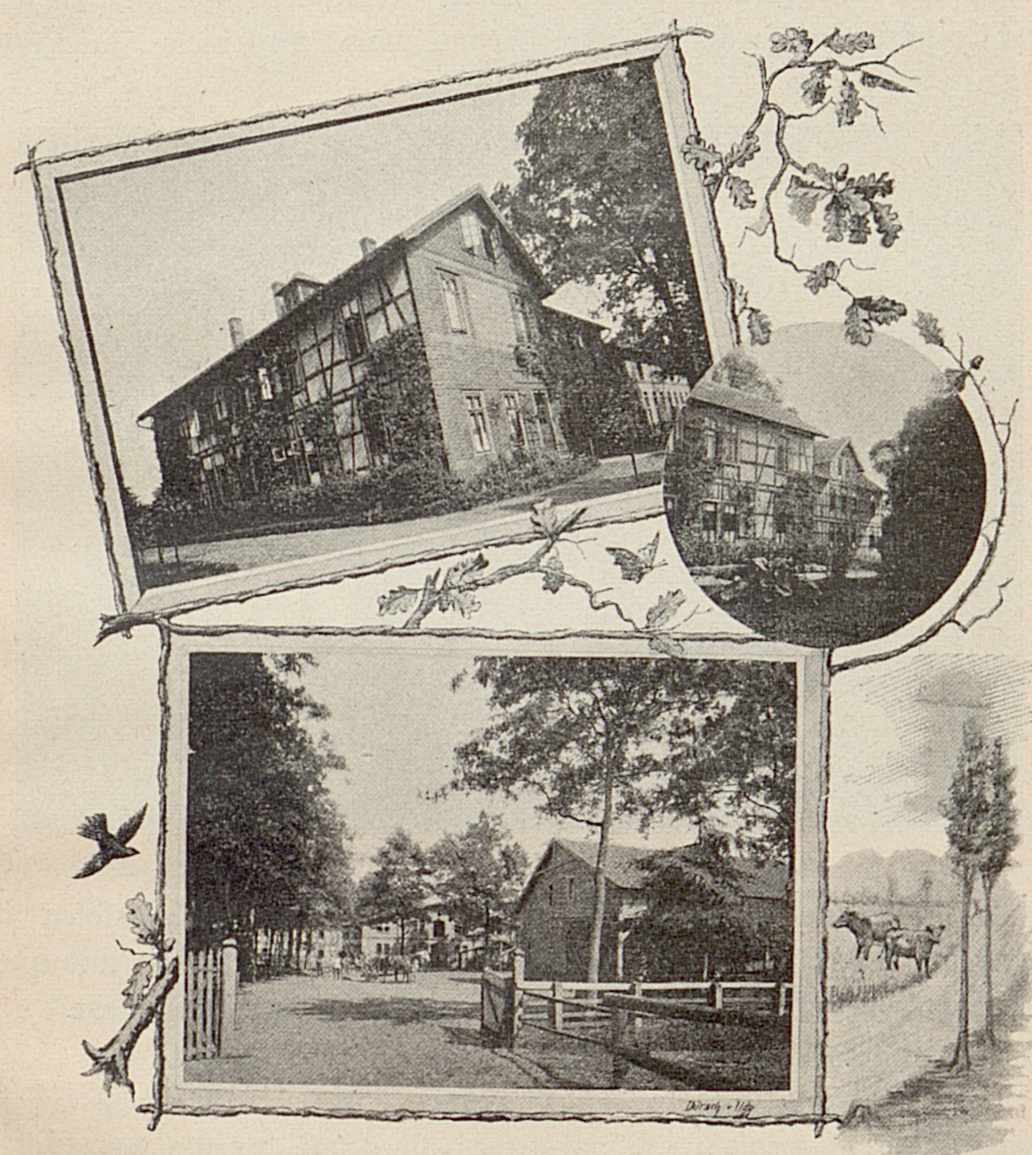
Arbeiterkolonie Wilhelmsdorf

Die Arbeiterkolonie Wilhelmsdorf wurde am 22. März 1882 vom Bielefelder Pastor und Bethel-Gründer Friedrich von Bodelschwingh auf einem zerfallenen Gutshof in der damaligen Gemeinde Sende gegründet und lag unmittelbar an der Grenze zur Nachbargemeinde Senne II. Benannt wurde die Arbeiterkolonie nach dem Kaiser Wilhelm I., dessen Sohn Friedrich Wilhelm von Kindheit an mit Friedrich von Bodelschwingh bekannt war und die junge Kolonie 1883 als Kronprinz besuchte.
Das Gut Wilhelmsdorf, das heute einen privat betriebenen Landwirtschaftsbetrieb beherbergt, war lange Zeit Versorgungsbetrieb für die Bodelschwinghschen Anstalten in Bethel. Von Wilhelmsdorf ausgehend entstand die ebenfalls zu Bethel gehörende Anstalt Eckardtsheim, die heute eine Ortschaft des Bielefelder Stadtteils Sennestadt bildet.